# Пјер Симон Лаплас
Пјер-Симон, Маркиз де Лаплас (фр. Pierre-Simon, Marquis de Laplace; Нормандија, 23. март 1749 — Париз, 5. март 1827) био је француски математичар и астроном који је поставио завршни камен математичке астрономије сумирајући и проширујући радове својих претходника у делу од пет томова Mécanique Céleste (Небеска механика) (1799—1825). Ово ремек-дело превело је геометријске студије са механике, коју је користио Исак Њутн, на студије засноване на рачуну, познате као физичка механика. У статистици, Бајесову интерпретацију вероватноће је углавном развио Лаплас.
Он је такође открио Лапласову једначину. Иако је Лапласова трансформација добила име у његову част, јер је ову трансформацију користио у свом раду о теорији вероватноће, трансформацију је у ствари открио Леонард Ојлер, плодан швајцарски математичар из осамнаестог века. Лапласова трансформација појављује се у свим гранама математичке физике – која је била главно поље његових истраживања. Лапласова диференцијална ознака, која се често примењује у примењеној математици, такође је названа по њему. Астероид 4628 Лаплас је добио име у његову част.
Лаплас је постао гроф Првог француског царства 1806. године, а титулу маркиза је добио 1817, после повратка династије Бурбон.
У првом српском научно фантастичном роману Једна угашена звезда који је 1902. написао Лазар Комарчић, дух научника Лапласа је водич и учитељ главноме лику кроз свемир.

## Биографија
Лаплас је рођен у месту Бомонт ан Ож, Нормандија, Француска 23. марта 1749. године. Дуговао је своје образовање занимању својих богатијих суседа који су уочили његове способности. О његовој раној младости зна се у бити врло мало, али је познато да је 1765. године пошао у Школу војводе од Орлеанса у Бомонту, и да је касније био на студијама теологије у Кану, где је студирао пет година.
На студијама се нашао под покровитељством двојице учитеља математике (Кристофа Гадбледа и Пјера де Кана) који су побудили његово занимање за математику. Лаплас никада није дипломирао теологију, али се у Париз упутио са препорукама у то време, већ познатог математичара Жан ле Рон д'Аламбера.
Према записима који су остали из тог времена, д'Аламбер га је примио не с превеликим ентузијазмом и решио га је се дајући му дебелу математичку књигу уз напомену да се врати када је буде прочитао. Када се Лаплас вратио неколико дана касније, д'Аламбер није могао веровати да је Лаплас прочитао и схватио књигу. Испитујући га схватио је да је Лаплас заиста прочитао и схватио књигу и од тог тренутка узео га је по своје окриље. Према другој причи Лаплас је преко ноћи решио проблем за који му је д'Аламбер дао недељу дана да га реши и након тога следеће ноћи је решио још тежи проблем. Д'Аламбер је био импресиониран и препоручио га за место предавача на Војној школи.
Са сигурним приходом и не превише захтевним предавањима, Лаплас се сада могао посветити оригиналним истраживањима и у следећих 17 година, отприлике од 1771. до 1787. године, написао је већину својих радова из подручја астрономије. Пред крај XVIII века, у Приказ система света (1796), надоградио је и детаљније описао замисао Имануела Канта како је настао, из огромног међузвезданог облака, Сунчев систем. 
У касним тридесетима засновао је породицу те имао двоје деце. У време рестаурације власти Бурбона награђен је титулом маркиза. Умро је у Паризу 5. марта 1827. године.

### Енглески преводи
- Bowditch, N. (trans.) (1829–1839) Mécanique céleste, 4 vols, Boston
  - New edition by Reprint Services  0-7812-2022-X
- – [1829–1839] (1966–1969) Celestial Mechanics, 5 vols, including the original French
- Pound, J. (trans.) (1809) The System of the World, 2 vols, London: Richard Phillips
- _ The System of the World (v.1)
- _ The System of the World (v.2)
- The System of the World. 2007 [1809]. ISBN 1-4326-5367-9.. vol.1, Kessinger,
- Toplis, J. (trans.) (1814) A treatise upon analytical mechanics Nottingham: H. Barnett
- Laplace, Pierre Simon Marquis De (2007) [1902]. A Philosophical Essay on Probabilities. Translated by Truscott, F.W. & Emory, F.L. ISBN 978-1-60206-328-0.. translated from the French 6th ed. (1840)
  - A Philosophical Essay on Probabilities (1902) на веб-сајту
- Dale, Andrew I.; Laplace, Pierre-Simon (1995). Philosophical Essay on Probabilities. Sources in the History of Mathematics and Physical Sciences. 13. Translated by Andrew I. Dale. Springer. ISBN 978-1-4612-8689-9. doi:10.1007/978-1-4612-4184-3. hdl:2027/coo1.ark:/13960/t3126f008.. translated from the French 5th ed. (1825)